# Tridesete godine (strip)
Tridesete godine je redovna epizoda Marti Misterije objavljena premijerno u Srbiji u svesci br. 42. u izdanju Veselog četvrtka. Sveska je objavljena 14.09.2017. Koštala je 380 din (3,2 €; 3,6 $). Imala je 162 strane.

## Originalna epizoda
Originalna epizoda pod nazivom Anni 30 objavljena je premijerno u br. 320. regularne edicije Marti Misterije koja je u Italiji u izdanju Bonelija izašla 11.04.2012. Epizodu je nacrtao Đankarlo Alesandrini, a scenario napisao Alfredo Kasteli. Naslovnu stranu nacrtao Đankarlo Alesandrini. Koštala je 5,7 €. Originalno (italijansko) izdanje sadržalo je i dodatk od 66 strana, koji je predstavljao 1. (u bivšoj Jugoslaviji) nikada objavljenu epizodu kada je Marti imao ime Dok Robinson.

## Značaj epizode
Ovo je jubilarna epizoda koja je proslavila 30 godina od kada se na kioscima pojavila prva epizoda Marti Misterije (april 1982).
Priča se dešava u 1930-tim godinama. U epizodi nailazimo na sve glavne likove serijala, od Jave do Diane do Orlofa, koji se ovoga puta nalaze u različitim ulogama od uobičajenih. Nastanaka arhi-neprijatelja Orlija ili prvi susret sa Javom biće prepisan u novoj i alternativnoj verziji, dok  deo  originalnih događaja ostaje netaknut.
Izbor da se priča smesti u tridesete godina 20. veka očigledno proizilazi iz odluke da se naglasi 30 godina serijala. Tridesete se ne nalaze samo u  naslovu i kontekstu priče, već su i polazna tačka za čitav niz citata i referenci na teaj istorijski period. Priča počinje i razvija se oko King Konga koji se penje na vrh Empire State Buildinga, uzimajući sa sobom prelepu glumicu Angie (striptizetu, ranije poznatu iz serijala). Inspekltor Travis je ovoga puta detektiv Dik Trevi. Orli se sa Martijem bori za statuu Malteškog sokola (aluzija na istoimeni film).

## Prethodna i naredna sveska
Prethodna sveska serijala nosila je naziv Tuđe misli (MMVČ41), a naredna Projekat "Kiborg" (MMVČ43).